# Simeon Pop
Simeon Pop (n. 1890 – d. 1919, Huedin) a fost un deputat în Marea Adunare Națională de la Alba Iulia, organismul legislativ reprezentativ al „tuturor românilor din Transilvania, Banat și Țara Ungurească”, cel care a adoptat hotărârea privind Unirea Transilvaniei cu România, la 1 decembrie 1918.:p. 77

## Biografie
Dr. Simeon Pop a fost director de bancă și prim-pretor de plasă la Huedin.
A încetat din viață la Huedin, în 21 iunie 1919.:p. 55-56

## Activitate politică
Ca deputat în Adunarea Națională din 1 decembrie 1918 a fost delegat al cercului electoral Huedin, comitatul Cojocna.